# Даан, Оливье
Оливье́ Даа́н (фр. Olivier Dahan; род. 26 июля 1967, Ла-Сьота, Буш-дю-Рон Франция) — французский кинорежиссёр и сценарист. Его третий фильм, «Жизнь в розовом цвете», стал одним из немногих французских кинофильмов, которым удалось выиграть две премии «Оскар», в том числе за первый фильм на французском языке.

## Биография
В 1991 году Даан получил диплом в школе искусства Марселя, затем снялся в нескольких короткометражных фильмах и клипах. Не имеет профессионального кинематографического образования.
В 2004 году вышел триллер «Багровые реки 2: Ангелы апокалипсиса» с Жаном Рено и Бенуа Мажимелем в главных ролях.
В начале 2004 года Оливье Даан решил снять фильм о жизни французской певицы Эдит Пиаф. Картина «Жизнь в розовом цвете» имела огромный успех, исполнительница главной роли Марион Котийяр выиграла премию «Оскар» в номинации «Лучшая актриса». В речи после получения награды Котийяр выразила признательность Оливье Даану, благодаря которому изменила свою жизнь как актриса и как человек.
После церемонии вручения «Оскара» Даан начал работать над англоязычной картиной в жанре роуд-муви под названием «Моя любовная песня», которая вышла на экраны 7 апреля 2010 года.
В 2014 году Даан снял ещё один фильм-биографию — «Принцесса Монако», роль Грейс Келли в нём исполнила Николь Кидман. Картина была крайне негативно встречена критиками. В прокате она также провалилась, собрав только 26 млн долларов при бюджете в 30 млн.

## Фильмография
| Год  |     | Русское название                     | Оригинальное название                       | Роль                                                           |
| ---- | --- | ------------------------------------ | ------------------------------------------- | -------------------------------------------------------------- |
| 1994 | ф   | Братья: Красная рулетка              | Frères: La roulette rouge                   |                                                                |
| 1997 | кор | Призраки субботнего вечера           | Les Fantômes du samedi soir                 |                                                                |
| 1998 | ф   | Уже мёртв                            | Déjà mort                                   | В главных ролях: Ромен Дюрис, Бенуа Мажимель и Зои Феликс      |
| 2001 | ф   | Мальчик-с-пальчик                    | Le Petit Poucet                             | В главных ролях: Катрин Денёв, Элоди Буше и Роман Боринже      |
| 2002 | ф   | Жизнь обетованная                    | La vie promise                              | В главных ролях: Изабель Юппер, и Паскаль Греггори             |
| 2004 | ф   | Багровые реки 2: Ангелы апокалипсиса | Crimson Rivers II: Angels of the Apocalypse | В главных ролях: Жан Рено, Бенуа Мажимель и Кристофер Ли       |
| 2007 | ф   | Жизнь в розовом цвете                | La Vie en rose                              | В главных ролях: Марион Котийяр, Сильви Тестю и Клотильда Куро |
| 2008 | ф   | Любовные истории                     | Love Stories                                | Короткометражка                                                |
| 2009 | ф   | Моя любовная песня                   | My Own Love Song                            | В главных ролях: Рене Зеллвегер и Форест Уитакер               |
| 2009 | ф   | Моцарт. Рок-опера                    | Mozart, l'opéra rock                        | Музыкальный концерт; рок-опера во Дворце спорта                |
| 2012 | ф   | Команда мечты                        | Les Seigneurs                               | В главных ролях: Хосе Гарсиа, Жан-Пьер Марьель и Франк Дюбоск  |
| 2014 | ф   | Принцесса Монако                     | Grace of Monaco                             | В главных ролях: Николь Кидман, Тим Рот и Фрэнк Ланджелла      |

## Награды и номинации
Номинации:
- Премия BAFTA — Лучший неанглоязычный фильм за картину Жизнь в розовом цвете (совместно с Аленом Гольдманом).
- Берлинский кинофестиваль — Золотой медведь за фильм Жизнь в розовом цвете.
- Премия Сезар — Лучший режиссёр, Лучший фильм (совместно с Аленом Гольдманом) и Лучший оригинальный сценарий за Жизнь в розовом цвете.
- Премия Европейской киноакадемии — Лучший фильм за Жизнь в розовом цвете.
- Премия Международного кинофестиваля в Сан-Себастьяне — Золотая раковина за фильм La vie promise.
- Премия Спутник — Лучший режиссёр за картину Жизнь в розовом цвете.

Награды:
- Премия Филадельфийского кинофестиваля — Приз зрительских симпатий, Лучший художественный фильм за Жизнь в розовом цвете.
- Премия Туринского кинофестиваля — Приз Фипресси, особое упоминание в номинации «Все мальчики и девушки их возраста» (Tous les garçons et les filles de leur âge).